# 金里
金里（撒奇萊雅語：Kenleng/Kinli），是台灣撒奇萊雅族傳說中的一名少女，因故變成了羽毛，擁有實現別人願望的能力。

## 傳說

### 變身
傳說中，金里原本是一個美麗溫柔的少女，由於她和男友的感情不被父母所接受，兩人原本打算一起尋死，但她的身影卻突然憑空消失、變成了地上的一根羽毛。

### 願望
後來變成羽毛的她被一個困苦無依的少年撿到了，她便開口跟那名少年說明自己的身分，並且表示自己變成的這根羽毛擁有神力，只要向她許願就可以實現願望，少年便利用那根羽毛得到了如房子等所有自己想要的東西（東西都會憑空出現或從天而降），最後他從羽毛那裡得到了一把刀，羽毛表示那把刀擁有強大的力量，越強大的敵人接近就會震動地越厲害，而且只要稍微拔出來一點就可以傷到他的敵人；完全拔出來甚至能讓敵人直接喪命。而這也是金里最後能給少年的東西。接著她要少年前往某處山洞，表示少年可以在那裡得到自己的妻子。

### 殺蛇
少年照著金里的話進入那個洞窟後，遇到了一條蛇，他把刀從刀鞘裡拔出來一點，那條蛇的頭就斷了，他繼續往裡面走，遇到了另一條更大的蛇，他再把刀拔出來一點，那條蛇也被殺死；最後他在洞窟深處遇到了一條足以撼動洞窟的巨蛇，他把刀完全拔出來，巨蛇隨即斷頭而死，最後他在洞裡遇到了一條被前面的蛇所困住的小蛇，那條蛇隨即變成了一個比族內任何人都還漂亮的少女，少年便帶著少女回家並且和她結婚了。

### 其他版本
另有版本認為，洞窟裡的蛇是一條名為「達貴（Takuy）」的蛇神，還是從人變成的巨蛇，牠因為經常跑出來偷吃家畜而遭到少年的討伐，但牠在落敗之後向少年求饒，並且保證自己不會再偷吃家畜，少年才將牠放了。